# Pierre Besnainou
 (juillet 2015).
Si vous disposez d'ouvrages ou d'articles de référence ou si vous connaissez des sites web de qualité traitant du thème abordé ici, merci de compléter l'article en donnant les références utiles à sa vérifiabilité et en les liant à la section « Notes et références ».
Pierre Besnainou, né en 1954 à Tunis (Tunisie), est un homme d'affaires français.

## Biographie

### Carrière professionnelle
Il se lance dans le commerce de gadgets et de calculettes venus de Hong Kong, puis de postes de radio et de télévision. À la fin des années 1980, il fonde Kaisui (mot-valise formé des aphérèses de Akaï et Sansui), marque de téléviseurs bon marché qui veut défier le numéro un de l'électroménager français Thomson. Pour fabriquer ces téléviseurs, il ouvre deux usines dans la Sarthe. Après quelques années fructueuses, il est obligé de déposer le bilan de sa société, notamment en raison d'un procès de l'État français pour détournement de taxes douanières concernant les téléviseurs sans tuner (de type moniteurs) rachetés à la société Sagem ; en 1996, l'administration des douanes perd ce procès.
En 1997, il rejoint le bouquet AB Sat (groupe AB) en tant que nouveau directeur commercial. Toutefois, plusieurs divergences avec le président du groupe AB, Claude Berda, l'amènent à quitter cette société dix-huit mois plus tard.
À partir de 1999, il lance l'accès gratuit à Internet[réf. nécessaire] : il fonde alors Liberty Surf, avec Bernard Arnault et le groupe Anglais Kingfisher, grignote une petite tranche du marché des fournisseurs d'accès à Internet et envisage de suivre l'exemple mené par Berda avec son groupe. Sa société rachète alors plusieurs autres entreprises informatiques françaises, telles que Nomade.fr, Chez.com et Freesbee, entre autres.

### Carrière associative
En 1995, Pierre Besnainou est nommé au conseil des gouverneurs du Centre Peres pour la Paix.
En avril 2007, Besnainou est décoré de la Légion d'honneur par le président Jacques Chirac.
Lors de sa 17ème assemblée générale, Pierre Besnainou a été nommé Vice President du Congrès Juif Mondial.[réf. nécessaire]

## Publications

### Livres
- A la mémoire d’un père (2008)
- Itinéraire d’un homme pressé (2016)

- Dis moi Shimon..., Biblieurope, 2018.